# Andrés Ferrari
Andrés Martín Ferrari Malveira (Sauce, 3 gennaio 2003) è un calciatore uruguaiano, attaccante del Sint-Truiden, in prestito dal Villarreal, e della nazionale Under-20 uruguaiana.

## Carriera

### Club
Ferrari ha iniziato la sua carriera all'età di sei anni, unendosi alla squadra di futsal del Club BBC prima di passare al calcio con lo Sportivo Artigas l'anno successivo. In seguito ha militato nelle giovanili prima del Peñarol e poi del Defensor Sporting. Con quest'ultimo club ha fatto il suo debutto fra i professionisti il 29 maggio 2022, in un pareggio per 1-1 contro il Deportivo Maldonado.
Il 6 aprile 2023 è stato acquistato dal Villarreal, con cui ha sottoscritto un contratto quinquennale fino al luglio del 2028.

### Nazionale
L'8 maggio 2023 viene incluso da Marcelo Broli nella rosa della nazionale Under-20 uruguaiana partecipante al Mondiale di categoria in Argentina.

## Statistiche

### Presenze e reti nei club
Statistiche aggiornate al 3 aprile 2025.
| Stagione        | Squadra           | Campionato      | Campionato | Campionato | Coppe nazionali | Coppe nazionali | Coppe nazionali | Coppe continentali | Coppe continentali | Coppe continentali | Altre coppe | Altre coppe | Altre coppe | Totale | Totale | Totale |
| Stagione        | Squadra           | Comp            | Pres       | Reti       | Comp            | Pres            | Reti            | Comp               | Pres               | Reti               | Comp        | Pres        | Reti        | Pres   | Reti   |        |
| --------------- | ----------------- | --------------- | ---------- | ---------- | --------------- | --------------- | --------------- | ------------------ | ------------------ | ------------------ | ----------- | ----------- | ----------- | ------ | ------ | ------ |
| 2022            | Defensor Sporting | PD              | 14         | 1          |                 | -               | -               |                    | -                  | -                  |             | -           | -           | 14     | 1      |        |
| 2023            | Defensor Sporting | PD              | 10         | 5          |                 | -               | -               | CS                 | 1                  | 0                  |             | -           | -           | 11     | 5      |        |
| 2023-2024       | Villarreal B      | SD              | 31         | 2          |                 | -               | -               |                    | -                  | -                  |             | -           | -           | 31     | 2      |        |
| 2024-2025       | Sint-Truiden      | D1              | 23         | 5          | CB              | 3               | 2               |                    | -                  | -                  |             | -           | -           | 26     | 7      |        |
| Totale carriera | Totale carriera   | Totale carriera | 78         | 13         |                 | 3               | 2               |                    | 1                  | 0                  |             | -           | -           | 82     | 15     |        |